# Sông Łyna
```
Łyna
 (
phát âm tiếng Ba Lan:
 
[
ˈwɨna
]
; 
tiếng Đức
: 
Alle
ⓘ
; 
tiếng Litva
: 
Alna
; 
tiếng Nga
: 
Лава
 - 
Lava),
 là một 
con sông
 ở 
Warmińsko-Mazurskie
 thuộc miền bắc 
Ba Lan
cũng như ở khu vực 
Kaliningrad
 của 
Nga
.
```

Łyna là một nhánh của sông Pregolya và có tổng chiều dài 264 km (207 km ở Ba Lan và 57 km ở Nga) và diện tích lưu vực là 7.126 km² (5.298 km² ở Ba Lan). Nó được kết nối với hồ Mamry bởi kênh đào Masurian thế kỷ 18.
Về mặt lịch sử, dòng sông nằm trong khu vực của nhà nước Tu viện thời trung cổ của Hiệp sĩ Teutonic được thành lập vào thế kỷ 13. Lãnh thổ liền kề sau này được gọi là Đông Phổ, và sau đó là một tỉnh cực đông của Đức cho đến năm 1945, theo những thay đổi biên giới được ban hành tại Hội nghị Potsdam, nó bị chia cắt giữa Ba Lan và Liên Xô.
Các thành phố và thị trấn được thành lập bởi các Hiệp sĩ Teutonic dọc theo sông Łyna (Alnā) bao gồm: 
| - Łyna (làng) (Lahna) - Nidzica (Neidenburg) - Olsztyn (Allenstein) - Dobre Miasto (Guttstadt) - Lidzbark Warmiński (Heilsberg im Ermland) | - Bartoszyce (Bartenstein) - Sępopol (Schippenbeil) - Pravdinsk (Friedland ở Ostpreußen) - Znamensk (Wehlau) |